# Катастрофа Ан-24 в Лешуконском
Катастрофа Ан-24 в Лешуконском — авиационная катастрофа, произошедшая в субботу 24 декабря 1983 года на канун Рождества в аэропорту Лешуконское. Авиалайнер Ан-24РВ Архангельского ОАО предприятия «Аэрофлот» завершал регулярный местный рейс SU-601 по маршруту Архангельск — Лешуконское, но при заходе на посадку в аэропорту Лешуконское экипаж прервал заход на посадку и ушёл на второй круг. Однако при наборе высоты лайнер быстро потерял скорость, перешёл в сваливание и опрокинулся на левое крыло, после чего рухнул на землю на территории аэропорта, полностью разрушившись. Из находившихся на его борту 49 человек — 44 пассажиров и 5 членов экипажа, выжили 5, получив ранения.
Катастрофа рейса 601 стала крупнейшей авиационной катастрофой в истории Архангельской области.

## Самолёт
Ан-24РВ с бортовым номером СССР-46617 (заводской — 37308704, серийный — 087-04) был выпущен заводом Антонова 5 июня 1973 года. Всего на момент катастрофы авиалайнер имел в общей сложности 20 761 час налёта и 14 302 посадки.

## Экипаж
Состав экипажа рейса SU-601 был из 392-го лётного отряда Архангельского ОАО, в состав которого входили 5 человек:
Командир воздушного судна — Николай Иванович Алимов
Второй пилот — Александр Владимирович Прийдак, налёт после училища составляет 13 часов.
Бортмеханик — Фёдор Павлович Игумнов
В салоне самолёта работала стюардесса (имя неизвестно)

## Катастрофа
В 08:10 МСК рейс 601 вылетел из Архангельского аэропорта Талаги, его выполнял Ан-24РВ борт СССР-46617, летящий из Архангельска в Лешуконское, на его борту находилось 49 человек — 44 пассажира и 5 членов экипажа.
Небо над селом Лешуконское было затянуто слоистыми облаками с нижней границей 150 метров, ветер слабый северный, морось, видимость 5000 метров. Экипаж связался с диспетчером и получил от того разрешение заходить на посадку по ОСП с контролем по обзорному локатору. Опустившись до эшелона перехода (1200 метров), экипаж установил давление аэродрома, а когда самолёт находился в 16 километрах от аэропорта на высоте 500 метров — выпустил закрылки на 15° и шасси. В 08:51:50 закрылки были довыпущены на 38°, после чего Ан-24 под управлением командира начал снижаться с высоты 500 метров. В 08:51:59 с экипажем связался диспетчер и предупредил, что самолёт находится левее посадочного курса, а также разрешил посадку. Однако отклонение влево от посадочного курса продолжало увеличиваться и при проходе ДПРМ достигло 490 метров. На высоте принятия решения фактическое уклонение достигало 250 метров при максимально допустимом 100 метров, но командир ошибся в оценке и принял решение садиться, хотя следовало уходить на второй круг. Чтобы устранить уклонение, пилоты ввели самолёт в правый крен 17°, то есть в полтора раза выше допустимого по РЛЭ (10—12°). В 08:52:29 авиалайнер находился в 50 метрах от земли, когда сработал задатчик радиовысотомера. БПРМ самолёт прошел на высоте 40 метров, при этом посадочный курс был пересечён и появилось уклонение уже вправо..
Когда штурман доложил о высоте 40 метров, а затем 30, командир, оценив уклонение, принял решение уходить на второй круг. Были убраны шасси, а двигатели переведены на взлётный режим. Но при наборе высоте пилоты вывели самолёт на закритические углы атаки, в результате чего снизилась управляемость. Когда в 08:52:50 командир дал команду убрать закрылки до 15°, Ан-24 уже потерял скорость до скорости сваливания и находился при этом на закритических углах скольжения. В результате через 4 секунды он начал снижаться с увеличивающимся левым креном. При скорости 160 км/ч и на высоте 80 метров, когда крен достиг 30°, закрылки были убраны до 8°, хотя по руководству это допускалось не ниже, чем в 120 метрах от земли и при скорости 230—250 км/ч. Таким образом, в данной ситуации это только ускорило падение. Ещё через 4 секунды крен достиг уже 90°, а через пару секунд в 08:53:00 Ан-24 врезался в землю в 230 метрах после пролёта траверза торца взлётно-посадочной полосы и в 110 метрах правее её торца, после чего разрушился и загорелся.
В катастрофе погибли 44 человека: 4 члена экипажа и 40 пассажиров. Стюардесса и 4 пассажира выжили.

## Причины
Выводы комиссии:
1. Расследованием установлено, что КВС Алимов имел характерную манеру пилотирования с некоординированными «плоскими» доворотами при заходе на посадку. Эта манера пилотирования, противоречащая требованиям РЛЭ, не была своевременно выявлена, несмотря на многоразовый контроль его полётов и проверку техники пилотирования пилотом-инструктором.
2. В процессе захода на посадку в нарушение требований НПП ГА-78 и РЛЭ экипаж не ушёл на второй круг при наличии недопустимого бокового уклонения.
3. При исправлении бокового уклонения после пролёта ВПР некоординированными действиями органов управления, выразившихся в отклонении руля направления без создания крена, экипаж вывел самолёт на закритические углы скольжения, характеризующиеся ухудшением управляемости, что привело к потере скорости и сваливанию, несмотря на принятые меры по уходу на второй круг.
4. Действия диспетчеров УВД и специалистов наземных служб не оказали влияние на исход полёта.
5. Руководящие документы, определяющие лётную эксплуатацию самолётов Ан-24, имеют недостатки: в РЛЭ отсутствует предупреждение о возможности выхода за критические углы скольжения и о действиях экипажа в подобных случаях; инструкция по взаимодействию и технологии работы экипажа не учитывает квалификации вторых пилотов, поступающих в авиапредприятия из высших летных училищ ГА.

Заключение: причинами катастрофы явились грубые ошибки в технике пилотирования, допущенные экипажем при исправлении бокового уклонения на предпосадочной прямой и при уходе на второй круг, что привело к выводу самолёта на критические углы скольжения, потере скорости и сваливанию.— 
Также следственной комиссией были выявлены упущения руководства авиапредприятия и управления, выразившиеся в недостаточной организации лётной работы, методической и профессиональной подготовке командно-лётного и лётного состава в 392-м (1-м Архангельском) лётном отряде.